# 拉斯維加斯名勝世界
拉斯維加斯名勝世界（英語：Resort World Las Vegas）是美国內華達州拉斯維加斯賭城大道上的一個以中國為主題的賭場與娛樂設施，由雲頂集團興建，在2021年6月24日開幕。有康莱德酒店和希尔顿酒店等品牌入驻。

## 資料來源
1. ↑  Brewer, Katie Young,Contessa. . CNBC.   [2023-04-11]. （原始内容存档于2022-09-22） （英语）.

## 外部連結
- rwlasvegas.com